# Zwarthaar-bandzweefvlieg
De zwarthaar-bandzweefvlieg (Epistrophe nitidicollis) is een insect uit de familie zweefvliegen (Syrphidae).

## Algemeen
De zwarthaar-bandzweefvlieg is een vrij algemene soort die onder andere in Nederland en België voorkomt. Vaak tref je ze in bossen.

## Uiterlijk
De zwarthaar-bandzweefvlieg is een gele vlieg met 3 zwarte banden op het achterlijf. Gemiddeld worden ze 11 mm groot. Het borststuk is dof koper gekleurd en de poten zijn geheel geel. Het achterlijf is vrij puntig gevormd en heeft vaak een wat rode glans. Zoals bij vele andere vliegensoorten is het geslacht te onderscheiden door de ogenstand (mannetje heeft ogen aan elkaar, vrouwtje staan iets verder uit elkaar).

## Vliegtijd
De vliegtijd van de zwarthaar-bandzweefvlieg is vrij kort en is meestal tussen april en juni.